# Aloe woodii
Aloe woodii ist eine Pflanzenart der Gattung der Aloen in der Unterfamilie der Affodillgewächse (Asphodeloideae). Das Artepitheton woodii ehrt den britischen Schulinspektor und Amateurbotaniker John Richard Ironside Wood (* 1944).

## Beschreibung

### Vegetative Merkmale
Aloe woodii wächst in der Regel stammlos oder selten kurz stammbildend, ist meist einfach und verzweigt nur selten. Die 15 bis 20 ausgebreiteten bis aufsteigenden, sehr steifen, lanzettlich verschmälerten Laubblätter bilden eine dichte Rosette. Die glauke, gelblich überhauchte Blattspreite ist 45 bis 50 Zentimeter lang und 10 bis 15 Zentimeter breit. Die braun gespitzten Zähne am Blattrand sind 2 bis 3 Millimeter lang und stehen 8 bis 20 Millimeter voneinander entfernt.

### Blütenstände und Blüten
Der aufrechte Blütenstand weist bis zu zehn, oft weiter verzweigte, Zweige auf und erreicht eine Länge von 80 bis 100 Zentimeter. Die ziemlich dichten Trauben sind zylindrisch. Die lanzettlichen Brakteen weisen eine Länge von 15 bis 18 Millimeter auf und sind 5 bis 10 Millimeter breit. Die cremefarbenen bis gelben mit grünen Längsstreifen versehenen, für gewöhnlich dicht weißfilzigen Blüten stehen an 7 bis 10 Millimeter langen Blütenstielen. Sie sind 26 bis 33 Millimeter lang und an ihrer Basis gerundet. Auf Höhe des Fruchtknotens weisen die Blüten einen Durchmesser von 8 Millimeter auf. Darüber hinaus sind sie nicht verengt. Ihre äußeren Perigonblätter sind auf einer Länge von etwa 10 Millimetern nicht miteinander verwachsen. Die Staubblätter und der Griffel ragen kaum aus der Blüte heraus.

## Systematik und Verbreitung
Aloe woodii ist in Saudi-Arabien und Jemen auf offenem, steinigem Boden oder in Wacholder-Wäldern in Höhen von 2000 bis 3000 Metern verbreitet.
Die Erstbeschreibung durch John Jacob Lavranos und Iris Sheila Collenette wurde im Jahr 2000 veröffentlicht.

## Nachweise